# Olga Brózda
Olga Brózda (ur. 26 stycznia 1986 w Poznaniu) – polska tenisistka, medalistka mistrzostw Polski, profesjonalistka od 2002.

## Kariera sportowa
Finalistka turnieju ITF w Warszawie w sierpniu 2004, kiedy przegrała w finale z Natalią Kołat 4:6, 6:4, 6:3, ćwierćfinalistka z Dubrownika w roku 2004, w turniejach WTA Tour kwalifikacje w Warszawie – 2005 pierwsza runda z Gabrielą Navratilovą z Czech 3:6, 3:6, druga runda eliminacji w Puebli w Meksyku i druga runda eliminacji J&S Cup 2006 (Renata Voráčová z Czech 6:2, 5:7, 6:0 i porażka z Emmanuelle Gagliardi ze Szwajcarii 1:6, 1:6). W 2006 roku osiągnęła finał w Olecku, ulegając jednak rozstawionej z dwójką Łotyszce Irinie Kuzminie.
W połowie kwietnia 2007 roku wygrała turniej ITF w Splicie. Na tym samym turnieju osiągnęła również mistrzostwo deblowe w parze z Natalią Kołat. Wcześniej triumfowała w deblu w Patras, razem ze Słowaczką Tvaroškovą. W turnieju J&S Cup 2007 dotarła do drugiej rundy eliminacji, pokonując Łotyszkę Līgę Dekmeijere 1:6, 6:1, 6:3 i ulegając Słowaczce Jarmili Gajdošovej 6:0, 4:6, 6:7.
W lutym 2008 r. wygrała w hali Szczecińskiego Centrum Tenisowego halowe mistrzostwa Polski w tenisie (zarówno w singlu, jak i deblu w parze z Magdaleną Kiszczyńską). Z kolei w marcu 2008 roku wraz z drużyną AZS Poznań sięgnęła po złoto w Halowych Drużynowych Mistrzostwach Polski w Puszczykowie.
W połowie marca 2008 roku wygrała turniej ITF we francuskim Dijon z pulą nagród 10 tys. dolarów amerykańskich.
W 2015 roku została halową wicemistrzynią Polski w grze pojedynczej. W finale rozgrywek przegrała z Magdaleną Fręch 1:6, 3:6. W zawodach gry podwójnej razem z Anastazją Szoszyną pokonały Magdalenę Fręch i Zuzannę Maciejewską 6:4, 6:2. W tym samym roku została wicemistrzynią Polski w grze pojedynczej. W finale przegrała z Magdaleną Fręch 3:6, 3:6. W zawodach gry mieszanej w parze z Janem Zielińskim wygrali finałowy pojedynek z Igą Odrzywołek i Mikołajem Jędruszczakiem wynikiem 7:6(6), 7:6(5).

## Finały turniejów singlowych ITF
| turnieje z pulą nagród 100 000 $ |
| turnieje z pulą nagród 75 000 $  |
| turnieje z pulą nagród 50 000 $  |
| turnieje z pulą nagród 25 000 $  |
| turnieje z pulą nagród 15 000 $  |
| turnieje z pulą nagród 10 000 $  |

| Rezultat     | Data       | Turniej          | Naw.     | Przeciwniczka          | Wynik            |
| Finalistka   | 24/05/2004 | Olecko           | Ceglana  | Kaciaryna Dziehalewicz | 6:4, 5:7, 4:6    |
| Finalistka   | 30/08/2004 | Warszawa         | Ceglana  | Natalia Kołat          | 4:6, 6:4, 3:6    |
| Finalistka   | 30/05/2006 | Olecko           | Ceglana  | Irina Kuzmina          | 4:6, 4:6         |
| Zwyciężczyni | 10/04/2007 | Split            | Ceglana  | Patricia Mayr          | 7:6(3), 6:0      |
| Finalistka   | 19/06/2007 | Alkmaar          | Ceglana  | Lenka Wienerová        | 3:6, 6:4, 4:6    |
| Zwyciężczyni | 21/08/2007 | Westende         | Twarda   | Evelyn Mayr            | 3:6, 6:3, 6:0    |
| Finalistka   | 04/09/2007 | Kędzierzyn-Koźle | Ceglana  | Kateřina Vaňková       | 6:3, 4:6, 6:7(7) |
| Zwyciężczyni | 02/10/2007 | Mitylena         | Twarda   | Keren Shlomo           | 6:2, 6:4         |
| Zwyciężczyni | 09/10/2007 | Wolos            | Dywanowa | Biljana Pawłowa        | 6:7(2), 6:2, 6:0 |
| Zwyciężczyni | 10/03/2008 | Dijon            | Twarda   | Sarah Borwell          | 6:1, 6:3         |
| Zwyciężczyni | 20/10/2009 | Saloniki         | Ceglana  | Tania Germanljewa      | 5:7, 6:1, 6:2    |
| Finalistka   | 09/05/2011 | Båstad           | Ceglana  | Romana Tabak           | 5:7, 7:6(2), 2:6 |

## Wygrane turnieje deblowe ITF
| Data       | Turniej        | Naw.     | Partnerka             | Przeciwniczki                               | Wynik                |
| 03/05/2004 | Warszawa       | Ceglana  | Monika Schneider      | Natalia Bogdanowa Wałerija Bondarenko       | 2:6, 6:4, 6:2        |
| 15/02/2005 | Majorka        | Ceglana  | Petra Cetkovská       | Adriana Gonzalez-Peñas Romina Oprandi       | 6:3, 6:4             |
| 24/05/2005 | Olecko         | Ceglana  | Natalia Kołat         | Irina Kuzmina Alise Vaidere                 | 5:7, 6:1, 6:1        |
| 07/06/2005 | Warszawa       | Ceglana  | Natalia Kołat         | Weronika Kapszaj Jelena Czałowa             | 6:1, 6:4             |
| 19/07/2005 | Düsseldorf     | Ceglana  | Monika Schneider      | Danica Krstajić Jelena Czałowa              | 1:6, 6:1, 6:2        |
| 14/03/2006 | Kair           | Ceglana  | Silvia Disderi        | Katerina Awdijenko Iryna Brémond            | 6:3, 6:1             |
| 03/04/2006 | Ateny          | Ceglana  | Margit Rüütel         | Gabriela Niculescu Monica Niculescu         | 2:6, 6:4, 6:2        |
| 22/05/2006 | La Palma       | Twarda   | Karolina Kosińska     | Matea Mežak Nadja Pavić                     | 4:6, 6:3, 6:4        |
| 30/05/2006 | Olecko         | Ceglana  | Natalia Kołat         | Irina Kuzmina Alise Vaidere                 | 6:2, 6:3             |
| 08/08/2006 | Gdynia         | Ceglana  | Natalia Kołat         | Aleksandra Maliarczikowa Oksana Tiepliakowa | 6:2, 6:1             |
| 28/11/2006 | Kair           | Ceglana  | Emilie Bacquet        | Wasilisa Dawidowa Warwara Galanina          | 6:1, 6:3             |
| 26/03/2007 | Patras         | Twarda   | Lenka Tvarošková      | Mervana Jugić-Salkić Anna Koumantou         | 6:3, 3:1 krecz       |
| 10/04/2007 | Split          | Ceglana  | Natalia Kołat         | Mihaela Buzărnescu Antonia-Xenia Tout       | 6:2, 6:1             |
| 19/06/2007 | Alkmaar        | Ceglana  | Natalia Kołat         | Danielle Harmsen Claire Lablans             | 6:3, 3:6, 6:3        |
| 02/10/2007 | Mitylena       | Twarda   | Magdalena Kiszczyńska | Nicole Clerico Anna Koumantou               | 6:2, 7:6(3)          |
| 09/10/2007 | Wolos          | Dywanowa | Magdalena Kiszczyńska | Justyna Jegiołka Anastasija Wasyljewa       | 6:3, 7:6(5)          |
| 06/11/2007 | Dżunija        | Ceglana  | Marija Kondratjewa    | Nicole Clerico Teliana Pereira              | 6:3, 6:1             |
| 21/11/2007 | Zawada         | Dywanowa | Weronika Kapszaj      | Lucie Kriegsmannová Darina Sedenková        | 7:5, 6:3             |
| 18/03/2008 | Amiens         | Ceglana  | Wolha Duko            | Magali de Lattre Madeleine Saari-Bystrom    | 6:2, 6:3             |
| 27/05/2008 | Olecko         | Ceglana  | Magdalena Kiszczyńska | Annie Goransson Hanne Skak Jensen           | 6:4, 6:2             |
| 01/07/2008 | Toruń          | Ceglana  | Magdalena Kiszczyńska | Mihaela Buzărnescu Anastasija Piwowarowa    | 4:6, 6:4, 10-2       |
| 12/08/2008 | Palić          | Ceglana  | Magdalena Kiszczyńska | Mervana Jugić-Salkić Teodora Mirčić         | 6:3, 7:6(5)          |
| 02/09/2008 | Brno           | Ceglana  | Magdalena Kiszczyńska | Hana Birnerová Darina Sedenková             | 6:2, 6:2             |
| 21/10/2008 | Sant Cugat     | Ceglana  | Diana Enache          | Melisa Cabrera-Handt Lucia Sainz-Pelegri    | 6:7(4), 7:6(3), 10-7 |
| 16/03/2009 | Amiens         | Ceglana  | Magdalena Kiszczyńska | Bianca Hincu Anaïs Laurendon                | 6:2, 6:1             |
| 23/03/2009 | Gonesse        | Ceglana  | Magdalena Kiszczyńska | Martina Caciotti Nicole Clerico             | 6:1, 6:2             |
| 13/10/2009 | Mitylena       | Twarda   | Justyna Jegiołka      | Jocelyn Rae Jade Windley                    | 6:4, 6:4             |
| 27/10/2009 | Wolos          | Dywanowa | Justyna Jegiołka      | Tania Germanlijewa Dessislawa Mladenowa     | 4:6, 6:4, 10-7       |
| 01/03/2010 | Lyon           | Twarda   | Magdalena Kiszczyńska | Elena Bogdan Stéphanie Vongsouthi           | 5:7, 6:4, 10-6       |
| 03/05/2010 | Badalona       | Ceglana  | Barbara Sobaszkiewicz | Sheila Solsona-Carcasona Alina Sullivan     | 6:1, 6:4             |
| 15/06/2010 | Lenzerheide    | Ceglana  | Sylwia Zagórska       | Martina Caciotti Nicole Clerico             | 4:6, 6:1, 10-5       |
| 17/08/2010 | Wahlstedt      | Ceglana  | Natalia Kołat         | Marcella Koek Bernice van de Velde          | 3:6, 6:3, 10-8       |
| 24/08/2010 | Enschede       | Ceglana  | Natalia Kołat         | Carolin Daniels Julia Wachaczyk             | 6:1, 6:3             |
| 07/09/2010 | Katowice       | Ceglana  | Natalia Kołat         | Katarzyna Piter Barbara Sobaszkiewicz       | 6:3, 6:3             |
| 09/05/2011 | Båstad         | Ceglana  | Natalia Kołat         | Yuliana Lizarazo Alina Wessel               | 7:6(3), 6:2          |
| 16/05/2011 | Båstad         | Ceglana  | Natalia Kołat         | Hilda Melander Paulina Milosavljevic        | 6:3, 6:1             |
| 15/06/2011 | Alkmaar        | Ceglana  | Natalia Kołat         | Kimberley Cassar Isabella Szinikowa         | 6:7(6), 6:2, 10-2    |
| 26/06/2011 | Palić          | Ceglana  | Natalia Kołat         | Karina Goia Dalia Zafirowa                  | 6:2, 6:3             |
| 24/06/2012 | Tampere        | Ceglana  | Anouk Tigu            | Nikola Horáková Julija Waletowa             | 6:4, 6:3             |
| 29/08/2012 | Gaziantep      | Twarda   | Nikola Horáková       | Christina Kazimowa Zalina Chajrudinowa      | 6:4, 6:2             |
| 29/08/2012 | Antalya        | Twarda   | Nikola Horáková       | Darija Szulżanok Nikola Vajdová             | 6:0, 6:4             |
| 26/09/2012 | Szarm el-Szejk | Twarda   | Lu Jia Xiang          | Fatima an-Nabhani Lidzija Marozawa          | 7:5, 6:2             |
| 15/10/2012 | Akka           | Twarda   | Natalia Kołat         | Nikola Fraňková Jekaterina Jaszina          | 6:2, 6:4             |
| 22/10/2012 | Aszkelon       | Twarda   | Natalia Kołat         | Nikola Fraňková Jekaterina Jaszina          | 7:6(11), 6:1         |
| 17/04/2013 | Szarm el-Szejk | Twarda   | Natalia Kołat         | Olga Doroszina Laura Pigossi                | 6:3, 6:1             |
| 15/08/2015 | Las Palmas     | Ceglana  | Anastazja Szoszyna    | Chayenne Ewijk Rosalie van der Hoek         | 7:6(8), 3:6, 10-7    |
| 02/11/2015 | Sztokholm      | Twarda   | Anastazja Szoszyna    | Deborah Chiesa Valeria Gorlats              | 6:3, 6:2             |
| 30/05/2016 | Szczawno-Zdrój | Ceglana  | Anastazja Szoszyna    | Maryna Kolb Nadiya Kolb                     | 6:2, 7:6(4)          |